# Paderno Franciacorta
Paderno Franciacorta es una localidad y comune italiana de la provincia de Brescia, región de Lombardía, con 3734 habitantes.

## Evolución demográfica
| Gráfica de evolución demográfica de Paderno Franciacorta entre 1861 y 2001 |
|                                                                            |
| Fuente ISTAT - elaboración gráfica de Wikipedia                            |